# Cirratulus robustus
Cirratulus robustus är en ringmaskart som beskrevs av Herbert Parlin Johnson 1901. Cirratulus robustus ingår i släktet Cirratulus och familjen Cirratulidae. Inga underarter finns listade i Catalogue of Life.